# Bernhard Eisenstuck

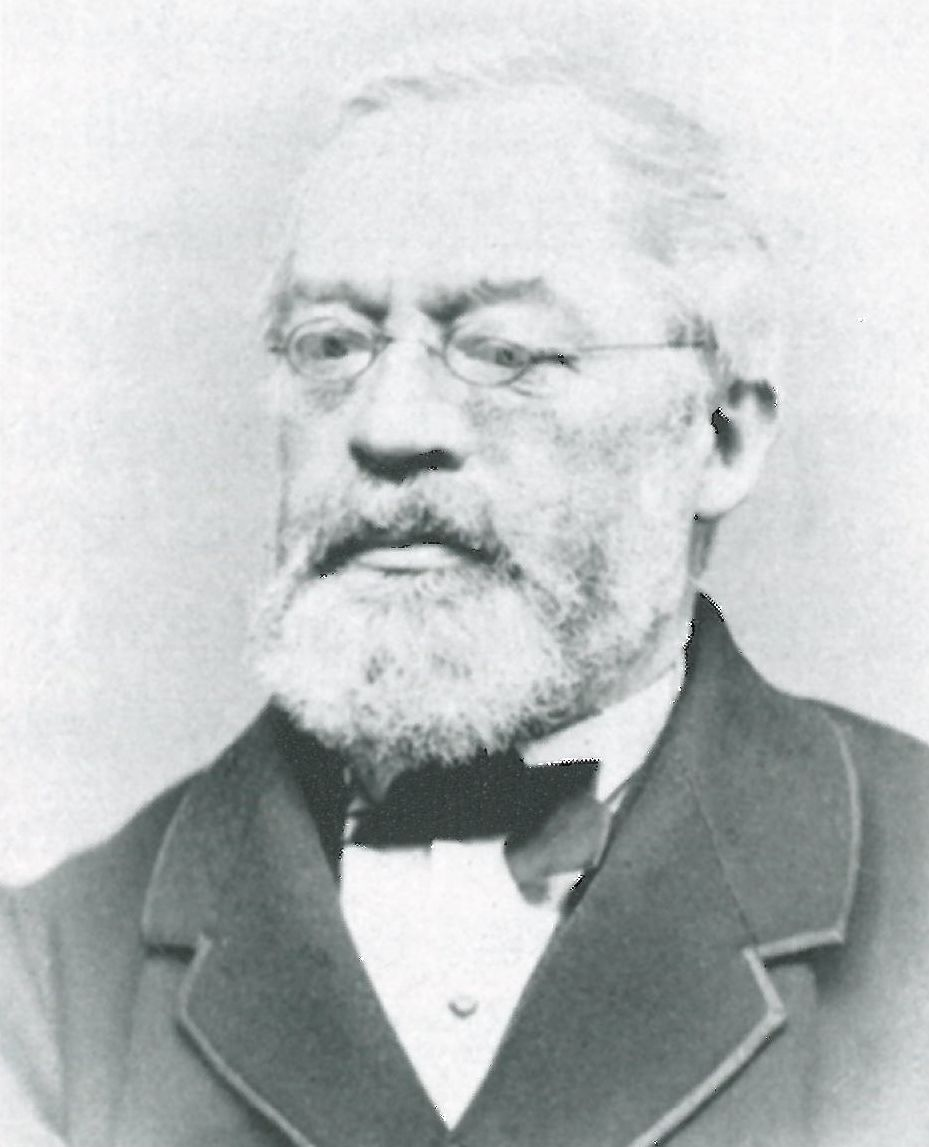
Bernhard Eisenstuck (um 1860)

Jacob Bernhard Eisenstuck (* 20. September 1805 in Annaberg; † 5. April 1871 in Dresden) war ein deutscher Unternehmer und linksliberaler Politiker. Er war Mitglied des Vorparlaments in Frankfurt und Zweiter Vizepräsident der Frankfurter Nationalversammlung.

## Leben
Bernhard Eisenstuck entstammte einer bekannten Annaberger Unternehmerfamilie (in Firma Eisenstuck & Co.) und wurde als ältester Sohn von Friedrich David Eisenstuck geboren. Sein Onkel war Christian Gottlieb Eisenstuck, sein Großvater der Annaberger Bürgermeister Christian Jacob Eisenstuck. Er absolvierte zunächst ab 1820 eine Lehre in der Kattundruckerei Benjamin Pflugbeil & Co. in Chemnitz und wurde später Teilhaber dieses Unternehmens, das Peter Otto Clauß gehörte. 1829 gründete er den Handwerksverein in Chemnitz.
Eisenstuck wurde 1834 Stadtverordneter in Chemnitz und Vorstand des Stadtverordnetenkollegiums. Von 1835 bis 1849 war er Vorsitzender des Komitees für den Bau einer erzgebirgischen Eisenbahn Chemnitz-Riesa. 1843 wurde er Vorsitzender des in Leipzig gegründeten Deutschen Industrievereins. 1848 trat er dem Vaterlandsverein bei. 
Während der Märzrevolution 1848 gehörte Eisenstuck vom 31. März bis zum 3. April 1848 dem Vorparlament in Frankfurt am Main an. Vom 19. Mai 1848 bis zum 30. Mai 1849 war er Abgeordneter zur Frankfurter Nationalversammlung für Chemnitz. Er gehörte der linken, demokratischen Fraktion „Deutscher Hof“ an, dann der gemäßigteren Abspaltung „Nürnberger Hof“. Ab dem 24. Mai 1848 war er Mitglied, ab dem 16. Oktober Vorstand des Volkswirtschaftlichen Ausschusses. 
Die Rede, die Eisenstuck am 8. Februar 1849 in der Debatte der Grundrechte in der Nationalversammlung hielt, kann wohl als fundiertester Beitrag zur Arbeiterfrage im Paulskirchenparlament gelten. Unter anderem plädierte Eisenstuck für ein staatliches, öffentlich verwaltetes Sozialsystem, dessen Mittel durch eine Besteuerung des Kapitals aufgebracht werden sollten. Im April 1849 wurde Eisenstuck zum Zweiten Vizepräsident der Nationalversammlung gewählt. 
Am 5. Mai 1849 ernannte die Provisorische Zentralgewalt unter Heinrich von Gagern Eisenstuck zum Reichskommissar in der Rheinpfalz, wo im Zuge der Reichsverfassungskampagne der Pfälzische Aufstand ausgebrochen war. Als er den dortigen Landesverteidigungsausschuss für berechtigt erklärte, eine Volkswehr zum Kampf für die Reichsverfassung aufzustellen, berief ihn das Kabinett Gagern am 11. Mai 1849 wegen Überschreitung seines Mandats wieder ab.
Nach dem Scheitern und der Niederschlagung der Revolution 1849 emigrierte Eisenstuck in die Schweiz und später nach Belgien, wo er Teilhaber einer Flachsspinnerei in Florial a. d. Dijle wurde. Zehn Jahre später kehrte er in seine Heimat zurück und wurde Direktor der Aktienspinnerei Wiesenbad im Erzgebirge. Von November 1866 bis Anfang 1867 war er Abgeordneter in der II. Kammer des Sächsischen Landtags und vertrat dort die Deutsche Fortschrittspartei. Von 1867 bis 1871 war er Mitglied der Handelskammer Chemnitz, ab 1868 Ausschussmitglied des Deutschen Handelstags.
Am 5. April 1871 erlag er bei seinem Sohn in Dresden einem Gehirnschlag und wurde später in seiner Heimatstadt Annaberg im Erzgebirge beigesetzt.